# Місцеві вибори в Одесі 2014
Місцеві вибори в Одесі 2014 — вибори Одеського міського голови, що відбулися 25 травня 2014 року згідно з постановою ВРУ від 25 лютого 2014 року «Про призначення позачергових виборів Одеського міського голови 25 травня 2014 року»
Місцеві вибори в Одесі 2014 проводилися одночасно з позачерговими виборами Президента України.